# Bodonhely
Bodonhely [bodonhej] je obec v Maďarsku v župě Győr-Moson-Sopron, spadající pod okres Csorna. Nachází se asi 14 km jihovýchodně od Csorny. V roce 2015 zde žilo 287 obyvatel. Dle údajů z roku 2011 tvoří 89,9 % obyvatelstva Maďaři, 0,7 % Němci a 0,7 % Poláci, přičemž 10,1 % obyvatel se ke své národnosti nevyjádřilo.
Blízko vesnice protéká řeka Rába.

## Sousední obce
| Růžice kompasu | Bágyogszovát | Rábacsécsény | Rábaszentmihály | Růžice kompasu |
| Růžice kompasu | Rábapordány  | Sever        | Kisbabot        | Růžice kompasu |
| Růžice kompasu | Rábapordány  | Bodonhely    | Kisbabot        | Růžice kompasu |
| Růžice kompasu | Rábapordány  | Jih          | Kisbabot        | Růžice kompasu |
| Růžice kompasu | Árpás        |              |                 | Růžice kompasu |